# آناستازیا ساکیری
آناستازیا ساکیری (یونانی: Αναστασία Τσακίρη؛ زادهٔ ۲ فوریهٔ ۱۹۷۹) وزنه‌بردار اهل یونان بود.